# Markaz Naj‘ Ḩammādī
Markaz Naj‘ Ḩammādī (arabiska: مركز نجع حمادي) är en region i Egypten.   Den ligger i guvernementet Qena, i den centrala delen av landet, 500 km söder om huvudstaden Kairo.